# Houda Miled
Pour les articles homonymes, voir Miled.
Houda Miled (arabe : هدى ميلاد), née le 8 février 1987 à Kairouan, est une judokate tunisienne. Elle évolue à l’Association sportive des manufactures de tabac de Kairouan et combat depuis 2010 dans la catégorie des moins de 70 kilos, après avoir évolué parmi les moins de 78 kilos. 

## Palmarès

### Championnats du monde
- : moins de 78 kilos aux championnats du monde juniors de 2005
- : moins de 70 kilos aux championnats du monde de 2009

### Championnats d’Afrique
- : moins de 78 kilos aux championnats d'Afrique 2005
- : moins de 78 kilos aux championnats d'Afrique juniors 2005
- : moins de 78 kilos aux championnats d'Afrique 2006
- : moins de 78 kilos aux championnats d'Afrique 2007
- : moins de 78 kilos aux championnats d'Afrique 2008
- : moins de 78 kilos aux championnats d'Afrique 2009
- : moins de 70 kilos aux championnats d'Afrique 2010
- : moins de 70 kilos aux championnats d'Afrique 2011
- : moins de 70 kilos aux championnats d'Afrique 2012
- : moins de 70 kilos aux championnats d'Afrique 2013
- : moins de 70 kilos aux championnats d'Afrique 2015

### Jeux africains
- : moins de 78 kilos aux Jeux africains de 2007
- : moins de 70 kilos aux Jeux africains de 2011
- : moins de 70 kilos aux Jeux africains de 2015

### Jeux olympiques
- Battue aux huitièmes de finale (moins de 78 kilos) aux Jeux olympiques d’été de 2008
- Battue aux huitièmes de finale (moins de 78 kilos) aux Jeux olympiques d’été de 2012

### Jeux panarabes
- : moins de 78 kilos aux Jeux panarabes de 2007
- : moins de 70 kilos aux Jeux panarabes de 2011

### Championnats maghrébins
- : moins de 70 kilos (cadettes) en 2003

### Jeux de la Francophonie
- : moins de 70 kilos lors des Jeux de la Francophonie de 2005[1]
- : moins de 70 kilos lors des Jeux de la Francophonie de 2009[2]

### Titres au niveau national
- Championnat de Tunisie juniors (poids open et moins de 70 kilos) en 2004
- Championnat de Tunisie juniors (poids open) en 2006
- Championnat de Tunisie (poids open) en 2007
- Championnat de Tunisie (moins de 70 kilos) en 2006, 2010 et 2013
- Championnat de Tunisie (moins de 78 kilos) en 2007, 2008 et 2009